# جهاز صفراوي
الجهاز الصفراوي (السبيل الصفراوي أو الشجرة الصفراوية) يتكون من الكبد والمرارة وقناة المرارة، حيث يعمل بشكلٌ متكامل لتخزين وإفراز الصفراء، والتي تتكون من الماء والكهارل (الصوديوم والبوتاسيوم إلخ ... الموجودة في الدم) والأحماض الصفراوية والكوليسترول والدهون الفوسفورية والبيليروبين المقترن حيث تصنع بعض هذه المكونات الخلايا الكبدية وتستخرج بعضها الآخر من الدم.
تفرز الكبد الصفراء داخل قنوات صغيرة تتجمع لتكون القناة الكبدية المشتركة. وفي فترة ما بين الوجبات، تخزن الصفراء المفرزة من الكبد في المرارة حيث يتم امتصاص ما نسبته
80-90٪ من المياه والكهارل من الصفراء المخزنة ليتبقى من المكونات الأحماض الصفراوية والكوليسترول فقط. وأثناء تناول الطعام تبدأ الألياف العضلية الملساء في جدار المرارة بالانقباض لتؤدي إلى إفراز الصفراء داخل الاثنا عشر.

## البنية
الجهاز المراري هو المصطلح التشريحي المعروف للمسار الذي تفرز فيه الصفراء من الكبد إلى الاثنا عشر. وهذا الجهاز الموجود لدى أغلب الثدييات يسمى أيضاً بالشجرة المرارية لأنها تبدأ من الأعلى بفروع صغيرة (قنوات صغيرة) تنتهي مجتمعةً بالقناة المرارية المشتركة والتي تسمى بالجذع في بعض الأحيان. القناة المرارية المشتركة والشريان الكبدي و الوريد البابي يشكلان المحور المركزي للثالوث البابي. حيث تتدفق الصفراء باتجاه معاكس لتدفق الدم في القنوات الأخرى في الثالوث.
الجهاز الصفراوي أو السبيل الصفراوي  أو الكبد صفراوي في حالة الإشارة إلى الكبد وقنوات الصفراء فقط. لكن اسم الجهاز الصفراوي يقصد به كل القنوات والبُنى والأعضاء الداخلة في إنتاج وتخزين وإفراز الصفراء.
مسار الصفراء يكون بهذا الشكل :
- القنيات الصفراوية>> قنوات هيرينغ>> القنيات الصفراوية داخل الكبد>> القنوات المرارية بين الفصيصات>> القنوات المرارية والكبدية اليمينية واليسارية
- تندمجان معاً لتشكيل القناة الكبدية المشتركة
- القناة الكبدية المشتركة تخرج من الكبد>> تندمج مع قناة المرارة
- ليشكل اندماجهما معاً>> قناة المرارة المشتركة>> التي تندمج مع قناة البنكرياس
- ليتشكل أمبولة ڤاتر لتدخل بعدها الاثنا عشر.

## الوظيفة
لمعرفة المزيد أقرأ ما كتب عن البيليروبين .

## الأهمية السريرية
ارتفاع الضغط داخل الشجرة المرارية قد يودي إلى تكون الحصوات المرارية وتليف الكبد في الحالات
الجهاز المراري يعمل كمستودع لعدوى الأمعاء. وبما أن الجهاز المراري يعتبر عضو داخلي وليس له تغذية عصبية جسدية مباشرة، فإن المغص المراري نتيجة العدوى والالتهاب ليس ألماً جسدياً يُحس به مباشرة ولكنه ألم أحشائي يُحس به في حالة شد الجدار العضوي عندما يتمدد ويتوسع التجويف بسبب الالتهاب.
إن انسداد الجهاز المراري يسبب اليرقان، وهو تغير لون الجسد وبياض العينين إلى اللون الأصفر .